# Torneo de Stuttgart 2016
El MercedesCup 2016 es un torneo de tenis jugado en césped al aire libre. Esta fue la 39.ª edición del MercedesCup, y forma parte de la gira mundial ATP World Tour 2016 en la categoría ATP 250 series. Se llevó a cabo en Stuttgart, Alemania, del 6 de junio al 12 de junio de 2016.

## Cabezas de serie

### Individual
| Tenista               | Ranking | Preclasificada |
| Roger Federer         | 3       | 1              |
| Marin Čilić           | 10      | 2              |
| Dominic Thiem         | 15      | 3              |
| Gilles Simon          | 18      | 4              |
| Feliciano López       | 23      | 5              |
| Viktor Troicki        | 24      | 6              |
| Philipp Kohlschreiber | 26      | 7              |
| Lucas Pouille         | 31      | 8              |

- Ranking del 23 de mayo de 2016

### Dobles
| Tenista                     | Ranking | Preclasificada |
| Bob Bryan Mike Bryan        | 15      | 1              |
| Florin Mergea Horia Tecău   | 17      | 2              |
| John Peers Bruno Soares     | 22      | 3              |
| Łukasz Kubot Alexander Peya | 44      | 4              |

## Campeones

### Individual Masculino
Dominic Thiem  venció a  Philipp Kohlschreiber por 6-7(2), 6-4, 6-4

### Dobles Masculino
Marcus Daniell /  Artem Sitak vencieron a  Oliver Marach /  Fabrice Martin por 6-7(4), 6-4, [10-8]